# Prelaz Salang
Prelaz Salang (darijsko كتل سالنگ Kutal-i Salang) na nadmorski višini3878 m je glavni gorski prelaz, ki povezuje severni Afganistan s provinco Parvan, z nadaljnjimi povezavami do province Kabul, južni Afganistan. Je na meji med provincama Parvan in Baghlan, vzhodno od prelaza Kušan, oba pa sta bila zelo pomembna v zgodnjih časih, saj sta zagotavljala najbolj neposredne povezave med regijo Kabul s severnim Afganistanom ali Toharistanom. Reka Salang izvira v bližini in teče proti jugu.
Prelaz prečka gorovje Hindukuš, vendar ga zdaj obide skozi predor Salang, ki poteka pod njim na višini približno 3400 m. Predor so v letih 1958–1964 zgradili inženirji in gradbene ekipe iz Sovjetske zveze kot del obsežne izgradnje infrastrukture v Afganistanu, ki jo je izvedla ZSSR. Med afganistansko državljansko vojno so ga leta 1997 razstrelile sile Ahmada Šaha Masuda, da bi preprečile talibanskim borcem, da bi prišli skozenj. Leta 2002 je rusko ministrstvo za izredne razmere (RMES) organiziralo delo za obnovo predora in popravila so bila zaključena v enem mesecu.
Povezuje Čarikar in Kabul na jugu z Mazar-i-Šarifom in Kunduzom na severu. Pred gradnjo ceste in predora je bila glavna pot med Kabulom in severnim Afganistanom preko prelaza Šibar, veliko daljša pot, in je trajala tri dni.
Cesta preko prelaza je med nedavnimi spopadi prenašala gost vojaški promet in je v zelo slabem stanju.

## Snežni plazovi februarja 2010
9. februarja 2010 je prelaz zajelo več snežnih plazov. Po poročanju medijev je cesto preko prelaza zajelo 17 snežnih plazov, ki so ubili na desetine, zasuli kilometre ceste in ujeli vozila v predoru Salang. Do 10. februarja 2010 so oblasti odkrile več kot 160 trupel. Radio Free Europe je poročal, da je prvi snežni plaz zasul predor in vozila ujel v prometnem zastoju na smrtonosnem plazovnem območju.

## Galerija
- Pogled na prelaz Salang
- Prelaz Salang z močnim sneženjem 30. januarja 2009
- Na poti do prelaza Salang
- Pogled na prelaz Salang
- Zemljevid, ki prikazuje gorske prelaze Afganistana
- Vhod v predor prelaza Salang